# Anne Grete Holmsgaard
Anne Grete Holmsgaard (født 11. august 1948) er en tidligere dansk politiker. Hun har siddet i Folketinget 1979-1986 for Venstresocialisterne, 1986 som løsgænger, og 1986-1987 og igen fra 2001 for Socialistisk Folkeparti frem til folketingsvalget i 2011, hvor hun havde valgt ikke at genopstille. Siden januar 2012 har hun været direktør i interesseorganisationen BioRefining Alliance, der arbejder for at fremme bæredygtige biobrændstoffer og andre avancerede biobaserede produkter.  

## Baggrund
Hun er født 11. august 1948 i Odense som datter af selvstændig erhvervsdrivende Svend Holmsgaard og medhjælpende ægtefælle Grethe Holmsgaard, tog matematisk/fysisk studentereksamen 1967 Odense Katedralskole. Hun har studeret historie og samfundsfag på RUC, men hendes cand.mag.-uddannelse er uafsluttet.
Den 14. august 1993 blev hun gift med rektor Kjeld Ammundsen.

## Politisk karriere
Holmsgaard blev politisk vakt i 1970'erne og var Venstresocialisternes kandidat i Odense Østkredsen ved valget den 23. oktober 1979, hvor hun kom i Folketinget. Hun var folketingsmedlem for Venstresocialisterne for denne kreds 23. oktober 1979 – 8. december 1981, for Aalborg Vestkredsen 8. december 1981 – 10. januar 1984 og for Gladsaxekredsen 10. januar 1984 – 30. juni 1986, uden for partierne 30. juni – 12. september 1986 og for Socialistisk Folkeparti 12. september 1986 – 8. september 1987.
Socialistisk Folkepartis kandidat i Husumkredsen fra 2000. Folketingsmedlem for Østre Storkreds fra 20. november 2001.
I 1985 blev hendes parlamentariske immunitet ophævet, fordi hun – tillige med Keld Albrechtsen, Jørgen Lenger og Steen Tinning – havde brudt tavshedspligten og skulle sigtes for dette forhold.
Hun var ansat i DSB 1987-95 (planlægningskontoret, 1988-91 chef for lederuddannelserne, 1991-92 uddannelseschef, 1992-95 produktudviklings- og markedsføringschef, DSB Intercity) og var universitetsdirektør ved Danmarks Tekniske Universitet 1995 – 1. marts 2002.
Formand for Ligestillingsrådet 1993-95, for EU Kommissionens Rådgivende Udvalg om Kvinder og Mænd 1994-95 og for Energimiljørådet 1996-2001. Medlem af UNESCOs Nationalkomite 1994-98, af Teknologinævnet 1990-94, af Rådet for Europæisk Politik 1993-97, af IT Sikkerhedsrådet 1995-97 og af Det Rådgivende Udvalg for Arktis fra 2000.
Har skrevet nogle hundrede artikler, kronikker og foredrag i perioden fra 1974 til dags dato, primært om miljøpolitik, ligestillingspolitik, ledelse af offentlige institutioner, transportpolitik, økonomisk politik, energipolitik, forsknings- og uddannelsepolitik, kristendom og forholdet mellem kirke og stat.

## Kontrovers
Anne Grete Holmsgaard har været stærkt kritiseret for angiveligt i 1970’erne at have benyttet sig af forherligende voldsretorik og antisemitiske klicheer både i tale og på skrift.
Selv benægter hun at have været antisemitisk, da hendes kritik udelukkende gik på nationen Israel. PET-Kommissionen skrev i 2009 en kommentar til beskyldningerne: "Det skal bemærkes, at der ikke er fundet oplysninger i PET’s arkiv, der kan kaste yderligere lys over spørgsmålet om VS’ påståede antisemitisme. Det kan tilføjes, at det er vigtigt at skelne mellem begreberne ”antizionisme” (modstand mod det jødiske folks ret til selvbestemmelse og staten Israels ret til at eksistere) og ”antisemitisme” (fjendtlighed mod personer af jødisk oprindelse)."

### Citat iInternational Bulletini 1978
Et ofte anvendt citat til at begrunde disse anklager med er, at Holmsgaard i 1978 i bladet International Bulletin [1978:14] skulle have skrevet:
"Vi afviser, at den palæstinensiske befrielsesbevægelses flykapringer og aktioner i Israel er terrorisme. Det palæstinensiske folk står bag disse kampformer, og dette er for os det afgørende." 
Holmsgaard afviser imidlertid at have skrevet således. Hun var i 1978 ansvarlig for Venstresocialisternes Internationale, men ikke med i redaktionen for bladet International Bulletin.
Da Kjeld Hillingsø og Bent Blüdnikow i kronikken den 30. oktober 2010 i Berlingske Tidende brugte citatet anklagede Holmsgaard de to for "rent citatfusk".
I en efterfølgende kommentar beklagede Hillingsø og Blüdnikow, men ikke ubetinget: Vi beklager naturligvis, hvis hun intet har haft med citatet at gøre, selvom det undrer os, at redaktionen har skrevet sådan uden at konsultere Palæstinagruppen i VS.

### Fælleserklæring med PFLP
I august 1980 var Anne Grete Holmsgaard sammen med to andre fra Venstresocialisterne, Lone Johnsen (medlem af VS' Internationale Udvalg) og Jakob Erle (medlem af partiets hovedbestyrelse), på besøg i Beirut og Saida i Libanon hos den palæstinensiske gruppe PFLP.
Mødets resultat blev en fællesudtalelse underskrevet af Jakob Erle og Taysir Quba, der var formand for PFLPs Internationale Komité.
I fælleserklæringen hedder det: "... VS og PFLP er enige om, at der hverken kan findes en løsning på det palæstinensiske eller på det jødiske spørgsmål uden et totalt opgør med den zionistiske bevægelse og med Israel. ..."
Desuden hedder det at [VS må] "også prioritere indsamlingsarbejde til støtte for PFLP. ..."
Til en avisartikel i 2001 udtalte Holmsgaard "Vi har aldrig forsvaret flykapringer, men vi har heller aldrig taget klart afstand fra dem. Vi balancerede på en knivsæg. Vi betragtede flykapringer som et middel i kampen."
Hun udtalte også, at det måtte være en fejl i referatet at der skulle samles penge ind til PFLP.

### Citat fraPolitisk Revyi 1984
I følge Hillingsø og Blüdnikow skal Holmsgaard i Politisk Revy i 1984 have udtalt: "jeg opfattede ikke palæstinensernes kamp som terrorisme, men som befrielseskamp" om  München-massakren under de Olympiske Lege 1972.
Holmsgaard har bekræfttet at citatet er korrekt og kommenterer citatet med "I interview-et svarer jeg klart på, at jeg aldrig har været fascineret af terrorismen, men der er også et element af udenomssnak.". Hun beklagede samtidig at hun ikke tog klart og explicit afstand til "de frygtelige terroraktioner" udført af forskellige palæstinensiske grupper.

### Citat fraZionismens Israeli 1984
I bogen Zionismens Israel skrev Holmsgaard sammen med Kit Broholm i 1984 at: 
| Citat | Den zionistiske politik over for jøderne i Diasporaen har mange farlige perspektiver. Kampen mod assimilation og opretholdelsen af en vis grad af jødisk isolation kan danne grobunden for, at jøderne i en krisesituation kan blive udskilt som en særlig gruppe – som syndebukke. Dertil kommer jødernes binding til Israel i realiteten er en binding til bestemte klassekræfter. Israels konsekvente pro-imperialistiske alliancer (både til USA, men også til andre pro-imperialistiske regimer som det Sydafrikanske, regimet i El Salvador, Somoza i Nicaragua, Sadat i Ægypten m.fl.) binder ikke bare jøderne i Israel, men også jøderne i Diasporaen til imperialismen i enhver international konflikt. Under påskud af at ville frelse verdens jøder inddrages de af den zionistiske bevægelse i opgøret mellem imperialismen og de socialistiske kræfter automatisk på de imperialistiske og reaktionære kræfters side. | Citat |
|       | |       |